# Mon grand (film, 1953)
Pour les articles homonymes, voir Mon grand.
Pour plus de détails, voir Fiche technique et Distribution.
Mon grand (So Big) est un film américain réalisé par Robert Wise, sorti en 1953.

## Synopsis
Un fermier épouse une institutrice, laquelle va devenir la maîtresse d'un sculpteur.

## Fiche technique
- Titre original : So Big
- Titre français : Mon grand
- Réalisation : Robert Wise
- Scénario : John Twist, d'après le roman So Big de Edna Ferber
- Direction artistique : John Beckman
- Décors : George James Hopkins
- Costumes : Milo Anderson, Howard Shoup
- Photographie : Ellsworth Fredricks
- Son : Oliver S. Garretson
- Montage : Thomas Reilly
- Musique : Max Steiner
- Production : Henry Blanke
- Société de production : Warner Bros. Pictures, Inc.
- Société de distribution : Warner Bros. Pictures, Inc.
- Pays d’origine :  États-Unis
- Langue : anglais
- Format : Noir et blanc - 35 mm - 1,37:1 -  Son Mono (RCA Sound System)
- Genre : drame
- Durée : 101 minutes
- Dates de sortie :
  - États-Unis : 29 décembre 1953 (première à Los Angeles)
  - France : 14 mai 1954

## Distribution
- Jane Wyman : Selina Peake DeJong
- Sterling Hayden : Pervus DeJong
- Nancy Olson : Dallas O'Mara
- Steve Forrest : Dirk "So Big" DeJong
- Elisabeth Fraser : Julie Hempel
- Martha Hyer : Paula Hempel
- Walter Coy : Roelf Pool
- Roland Winters : Klaas Pool
- Jacques Aubuchon : August Hempel
- Ruth Swanson : Maartje Pool
- Dorothy Christy : Veuve Paarlenberg
- Oliver Blake : Adam Ooms
- Lily Kemble Cooper : Mlle Fister

Acteurs non crédités
- Bud Osborne : Conducteur de chariot
- Grandon Rhodes : Bainbridge
- Elizabeth Russell : Elsie
- Herb Vigran : Un patron